# Леодегар от Отун
Леодегар (на френски: Saint Léger ou Léger d'Autun ou Léodegard; на немски: Leodegar, Leodgar, Lutgar, Leodigar; на латински: Leodegarius; * ок. 616, † 2 или 3 октомври 679) е от 659 до 674 г. епископ на Отун, организира събора в Отун (663 – 675). Той е Светия и мъченик.

## Произход и религиозна дейнсот
Леодегар е от знатен франкски произход. Син е на Бодилон, граф на Париж, и на Света Заграда от Елзас. Брат е на граф Варин от Поату (Герин, † 679), прародител на могъщата фамилия Гвидони.
Възпитаван е в палатиума на меровингския крал Хлотар II († 628), след това при чичо му епископ Дедо (Дидо) от Поатие (629 – 669) е образован за духовник. На 20 години той става дякон, и скоро след това е архидякон. Особено е запознат с правните и държавните дела. Хлотар III (упр. 657 – 673) и майка му и регентка Балтилдис (упр. 656 – 664) го вземат в кралския двор, където той упражнява голямо влияние. През 653 г. той става абт в манастир Saint-Maixent и 659 г. епископ на Отун.
Бургундските благородници искат отново да са независими. Те въстават с ръководител Леодегар, побеждават майордом Еброин от Неустрия и го затварят през 673 г. в манастира на Люксейл.
През 674 г. Еброин залавя Леодегар, брат му Верин и други техни важни привърженици в Отун. Там той нарежда да бъде ослепен с борер и да му изтръгнат езика. Леодегар обаче продължава да проповядва и предрича своята и на Еброин смърт. Тогава Леодегар е заточен в абатството Фекамп в Нормандия и след тригодишен съд е обезглавен през 678 или 679 г.
Случват се чудеса на трупа и гроба му и Леодегар е обявен за Светия. Чества се на 2 октомври, както и брат му Св. Варин.